# Parlamentswahl in der Republik Moldau 2014
- PSRM: 25
- PCRM: 21
- PDM: 19
- PL: 13
- PLDM: 23

Die Wahl zum Parlament der Republik Moldau fand am 30. November 2014 statt. Es war die achte Parlamentswahl seit der Unabhängigkeit des Landes im Jahr 1991. Die Wahl zuvor hatte 2010 stattgefunden.

## Wahlrecht
Es wurden alle 101 Abgeordnete des Ein-Kammern-Parlamentes neu gewählt. Es galt die Verhältniswahl; das ganze Land bildete dabei einen einzigen Wahlkreis. Um Abgeordnete zu entsenden, musste eine Partei mindestens 6 % der Stimmen erhalten, eine Listenverbindung aus zwei Parteien 9 % und eine aus drei Parteien 11 %; unabhängige Kandidaten brauchten 2 %.

## Hintergrund
Die politische Situation der Republik Moldau ist seit Jahren belastet vom Konflikt um die grundsätzliche Ausrichtung der moldauischen Außenpolitik. Während die Partei der Kommunisten der Republik Moldau für eine Anlehnung des Landes an Russland steht, setzten sich die Liberale Partei, die Liberaldemokratische Partei Moldaus, die Demokratische Partei Moldaus sowie bis 2011 die Allianz „Unsere Moldau“ für einen Beitritt des Landes zur Europäischen Union ein.
Die Wahl vom Herbst 2010 fand vor dem Hintergrund einer Verfassungskrise statt. 2009 musste zweimal gewählt werden. Im April wurden zwar die bis dahin regierenden Kommunisten mit einer absoluten Mehrheit bestätigt, allerdings hatten sie keine Drei-Fünftel-Mehrheit für die Wahl des Staatspräsidenten; die Opposition verweigerte sich der Zusammenarbeit. Damit einher gingen teilweise gewaltsame Proteste gegen die Kommunisten, denen Wahlfälschung vorgeworfen wurde. Daraufhin wurde im Juli neugewählt. Diesmal trat das gleiche Problem umgekehrt auf: Die in der Allianz für die Europäische Integration zusammengeschlossenen Parteien erreichten eine Regierungsmehrheit im Parlament, konnten gegen den Widerstand der Kommunisten aber keinen Staatspräsidenten wählen. Nachdem auch eine Verfassungsänderung für eine Direktwahl des Präsidenten gescheitert war, musste im November 2010 erneut gewählt werden. Dabei wurde die von den pro-europäischen Parteien geformte Regierung unter Premierminister Vlad Filat im Amt bestätigt. Erst im Frühjahr 2012 gelang es der regierenden Koalition, mit Nicolae Timofti einen neuen Präsidenten zu wählen und damit diese politische Krise zu beenden. Nachdem die regierende Allianz im Frühjahr 2013 an einem von den Kommunisten eingebrachten Misstrauensantrag zerbrach, wurde Filat als Premierminister durch Iurie Leancă ersetzt; die Allianz wandelte sich in die Pro-Europäische Koalition um.
Im Herbst 2013 verhängte Russland ein Einfuhrverbot für eines der wichtigsten moldauischen Exportprodukte, den Wein, offenbar, um Druck auf die Regierung auszuüben. Auch wurde von führenden russischen Politikern gedroht, eine Entscheidung für die EU könne die Ausweisung der vielen moldauischen Arbeitsmigranten aus Russland zur Folge haben, deren Einkommen für viele Familien im ärmsten Land Europas lebenswichtig ist.
Im Jahr 2014 geriet die Republik Moldau erneut ins Blickfeld der internationalen Politik, da eine Ausweitung des 
Konfliktes in der benachbarten Ukraine möglich erscheint; insbesondere wird (Stand Mai 2014) ein steigendes Interesse Russlands an Transnistrien befürchtet.
Am 27. Juni 2014 unterzeichnete die Republik Moldau – trotz besagter und anderer Drohungen aus Russland – ein Assoziierungsabkommen mit der EU; es wurde wenige Tage später vom Parlament ratifiziert. Russland kritisierte diesen Schritt scharf.
Siehe auch mögliche zukünftige Beitrittskandidaten der Europäischen Union

## Die wichtigsten Parteien

### PLDM
Die Liberaldemokratische Partei Moldaus gilt als konservative Mitte-rechts-Kraft. Sie wurde erst 2007 gegründet und steht seitdem unter der Führung von Vlad Filat, der zuvor Mitglied der Demokraten war. Sie hatte schnell Erfolg an den Wahlurnen und ging 2010 als stärkste Partei der Proeuropäer hervor. Filat war bereits seit September 2009 Ministerpräsident einer Koalitionsregierung. Seit dessen Absetzung im April 2013 amtiert PLDM-Mitglied Iurie Leancă als Regierungschef.
Die Liste wird von Parteichef Filat geführt, dann folgt Premierminister Leancă. Platz drei nimmt die Vize-Vorsitzende der Partei, Liliana Palihovici, ein. Auf dem vierten Rang folgt die seit 2009 amtierende Außenministerin und Vize-Premierministerin Natalia Gherman. 2010 erhielt die Partei 29,42 % der Stimmen.

### PDM
Die Demokratische Partei Moldaus gehört der sozialdemokratischen Parteienfamilie an (Mitglied in der Sozialistischen Internationalen). Sie entstand 1997 und erhielt ihren heutigen Namen 2000. Bei Wahlen war sie immer Teil eines westlich orientierten Bündnisses. 2008 fusionierte sie mit der kleineren Sozialliberalen Partei.
Parteichef ist Marian Lupu, der bis 2009 führendes Mitglied der Kommunistischen Partei, also des politischen Gegners war, und als solcher sogar Parlamentspräsident. 2009 erfolgte sein Parteiwechsel; Lupu wurde sogleich Parteivorsitzender und war seit 2010 wieder Parlamentspräsident. Als solcher amtierte er bis 2012 auch als Staatsoberhaupt. 2013 musste er von seinem Amt im Zusammenhang mit dem Misstrauensvotum gegen die Regierung zurücktreten.
Listenführer ist Lupu. Platz zwei belegt Vladimir Plahotniuc, Vize-Parlamentspräsident. Auf dem dritten Platz folgt Igor Corman, als Nachfolger von Lupu seit 2013 Parlamentspräsident und auf Platz vier Andrian Candu ein weiterer Vize-Parlamentspräsident. Die Partei erreichte 2010 12,7 % der Stimmen.

### PL
Die Liberale Partei wurde bereits 1993 als Partei der Reform mit einem christdemokratischen Programm gegründet. Sie verfehlte in der Folge stets den Einzug ins Parlament. 2005 wurde die Partei radikal umgebaut, sodass sie den heutigen Namen erhielt und sich dementsprechend programmatisch dem Liberalismus verschrieb; Parteichef wurde Mihai Ghimpu. 2009 zog sie damit ins Parlament ein. Ghimpu wurde bis Ende 2010 Parlaments- und damit amtierender Staatspräsident. 2013 erfolgte die Spaltung: Während die offizielle Parteiführung die Regierungskoalition verließ, bildeten einige Abgeordnete die Liberal-Reformistische Partei (PLR), die die Regierung weiter unterstützte. Dieser Gruppierung wird aber wenig Chance auf einen Parlamentseinzug eingeräumt.
Auf dem ersten Platz der Liste erscheine Ghimpu, dann folgt der seit 2007 amtierende Bürgermeister der Hauptstadt Chișinău, Dorin Chirtoacă. Platz vier belegt Verkehrsminister Anatol Șalaru. Die Partei erhielt bei der letzten Wahl 9,96 %.

### PCRM
Die Partei der Kommunisten der Republik Moldau besteht seit 1993 und gilt als Nachfolgerin der KPdSU. Ihr Vorsitzender ist bereits seit 1994 Vladimir Voronin. Nach der Parlamentswahl 2001 erhielten die Kommunisten die absolute Mehrheit und konnte in der Folge acht Jahre lang die drei höchsten Staatsämter stellen: Staatspräsident Voronin, Premierminister Vasile Tarlev bzw. Zinaida Greceanîi und Parlamentspräsidenten Eugenia Ostapciuc bzw. Marian Lupu. Während der politischen Krise des Jahres 2009 verloren die Kommunisten allerdings ihre Regierungsgewalt und befinden sich seither in der Opposition.
Die Liste wird wieder durch Voronin geführt. Platz zwei belegt die ehemalige Fraktionsvorsitzende Maria Postoico, Platz drei der ehemalige Parlaments-Vizepräsident Artur Reșetnicov. Bei der letzten Wahl kam die PCRM auf 39,34 %.

### PSRM
Die Partei der Sozialisten der Republik Moldau existiert bereits seit 1997. Abgesehen von ihrer linken Orientierung gilt die Partei als Vertretung der russischen Minderheit und als prorussisch. Bei vergangenen Wahlen verpasste sie den Einzug ins Parlament oder unterstützte die Kommunisten. Nachdem sich die PCRM außenpolitisch den pro-europäischen Parteien angenähert hatte, traten zahlreiche prominente Kommunisten zur PSRM über. Bei dieser Wahl galt eine Überwindung der Sperrhürde daher erstmals als möglich. Parteiführer ist seit 2011 Igor Dodon, der in diesem Jahr die PCRM verließ. Listenführerin ist allerdings Zinaida Greceanîi, ehemalige Premierministerin und ebenfalls bis 2011 PCRM-Mitglied.

### Vaterland
Die Partei „Vaterland“ (rumänisch Patria) gilt als Neuschöpfung von Renato Usatîi, einem Millionär, der in Russland zu Reichtum kam. Die Parteigründung erfolgte erst 2014; bis dahin hatte Usatîi keine politischen Ambitionen. Auf Grund seiner Verbindungen zu Russland gilt die Formation als prorussisch. Usatîi führt auch die Liste an. Am 27. November entzog ein Gericht der Partei die Zulassung zur Wahl, da sie eine hohe Geldsumme, die aus dem Ausland kommen soll, nicht deklariert habe. Der Kopf der EU-Delegation in Moldau, Pirkka Tapiola, zeigte sich „besorgt“ über den Ausschluss, Usatîi selbst legte Berufung dagegen ein. Nach der Wahl erklärte der Vorsitzende des moldauischen Verfassungsgerichts, der Ausschluss bei der Wahl sei „übereilt“ durchgeführt worden.

## Ergebnisse
Vorläufiges Ergebnis nach Auszählung von 100,00 % der abgegebenen Stimmen. (3. Dezember 2014)
| Liste                             | Liste                                                                                     | Stimmen | Stimmen   | Sitze | Sitze |
| Liste                             | Liste                                                                                     | in %    | Zahl      | Zahl  | +/-   |
| --------------------------------- | ----------------------------------------------------------------------------------------- | ------- | --------- | ----- | ----- |
|                                   | Partei der Sozialisten der Republik Moldau (Partidul Socialiştilor din Republica Moldova) | 020,51  | 327.910   | 25    | ▲ 25  |
|                                   | Liberaldemokratische Partei Moldaus (Partidul Liberal Democrat din Moldova)               | 020,16  | 322.188   | 23    | ▼ 9   |
|                                   | Partei der Kommunisten der Republik Moldau (Partidul Comuniştilor din Republica Moldova)  | 017,48  | 279.372   | 21    | ▼ 21  |
|                                   | Demokratische Partei Moldaus (Partidul Democrat din Moldova)                              | 015,80  | 252.489   | 19    | ▲ 4   |
|                                   | Liberale Partei (Partidul Liberal)                                                        | 09,67   | 154.407   | 13    | ▲ 1   |
|                                   | Kommunistisch-Reformerische Partei Moldaus (Partidul Comunist Reformator din Moldova)     | 04,92   | 78.719    | -     | –     |
|                                   | Wahl Moldaus – Zollunion (Alegerea Moldovei-Uniunea Vamală)                               | 03.45   | 55.089    | -     | –     |
|                                   | Antimafia-Volksbewegung (Mişcarea Populară Antimafie)                                     | 01,74   | 27.843    | -     | –     |
|                                   | Liberal-Reformerische Partei (Partidul Liberal Reformator)                                | 01,56   | 24.956    | -     | –     |
|                                   | Oleg Brega (Unab. Kandidat)                                                               | 00,88   | 14.085    | -     | –     |
|                                   | Volkspartei der Republik Moldau (Partidul Popular din Republica Moldova)                  | 00,76   | 12.112    | -     | –     |
|                                   | Christlich-Demokratische Volkspartei (Partidul Popular Creştin Democrat)                  | 00,74   | 11.782    | -     | –     |
|                                   | Volksmacht-Partei (Partidul Forţa Poporului)                                              | 00,73   | 11.672    | -     | –     |
|                                   | National-Liberale Partei (Partidul Național Liberal)                                      | 00,43   | 6.859     | -     | –     |
|                                   | Renaissance (Renaştere)                                                                   | 00,26   | 4.156     | -     | –     |
|                                   | Oleg Cernei (unabh. Kandidat)                                                             | 00,17   | 2.783     | -     | –     |
|                                   | Partei der Demokratischen Aktion (Partidul Acțiunea Democratică)                          | 00,16   | 2.564     | -     | –     |
|                                   | Heimische Demokratie (Democraţia Acasă)                                                   | 00,15   | 2.449     | -     | –     |
|                                   | Für Volk und Land (Pentru Neam şi Ţară)                                                   | 00,11   | 1.697     | -     | –     |
|                                   | Patriotische Moldaier (Patrioţii Moldovei)                                                | 00,09   | 1,498     | -     | –     |
|                                   | Grün-Ökologische Partei (Partidul Verde Ecologist)                                        | 00,09   | 1.367     | -     | –     |
|                                   | Valeriu Pleșca (unabh. Kandidat)                                                          | 00,06   | 991       | -     | –     |
|                                   | Anatolie Doga (unabh. Kandidat)                                                           | 00,05   | 789       | -     | –     |
|                                   | Zentristische Union Moldaus (Uniunea Centristă din Moldova)                               | 00,04   | 633       | -     | –     |
| Gesamt (Wahlbeteiligung: 55,86 %) | Gesamt (Wahlbeteiligung: 55,86 %)                                                         | 100,00  | 1.598.515 | 101   | ▬     |

Der Wahlvorgang am 30. November wurde davon überschattet, dass moldauische Wähler in Russland auf große Schwierigkeiten stießen, ihre Stimme in den Konsulaten ihres Heimatlandes abzugeben. 
 Das Endergebnis der Wahl ergab, dass die drei proeuropäischen Parteien mit 55 Sitzen wieder eine Mehrheit innehaben, während die beiden prorussischen Parteien lediglich 46 Sitze erhielten.